# Yasuko Tajima
Yasuko Tajima (田島寧子?, Tajima Yasuko; Kanagawa, 8 maggio 1981) è un'ex nuotatrice giapponese.
Specializzata nei misti ha vinto una medaglia d'argento alle Olimpiadi di Sydney 2000.

## Palmarès
- Giochi olimpici

Sydney 2000: argento nei 400m misti.
- Mondiali

Perth 1998: bronzo nei 400m misti.
- Giochi PanPacifici

Sydney 1999: argento nei 400m misti.
- Giochi Asiatici

Bangkok 1998: oro nei 400m misti.